# Golfe de Corinthe
Le golfe de Corinthe (en grec moderne : Κορινθιακός κόλπος / Korinthiakós kólpos) est un profond bras de mer, de la mer Ionienne, qui sépare le Péloponnèse de la Grèce continentale occidentale. 
Il se termine à l'est par l'isthme de Corinthe et à l'ouest par le détroit de Rion (pl), parfois appelé Petites Dardanelles, qui le sépare du golfe de Patras et est traversé par le pont Rion-Antirion.
À l'époque médiévale, il est connu en tant que golfe de Lépante.

## Géologie

Le golfe de Corinthe depuis les monts Géraniens au nord-est.

Le golfe a été créé par l'expansion d'un rift entre deux plaques tectoniques (plaque africaine et plaque eurasiatique) et continue de s'élargir d'environ 15 mm par an. Les failles environnantes ont une activité sismique importante, l'une des plus actives en Europe.